# Signalni sustavi vlakova velike brzine
Povijesno uvjetovano, vlakovi velike brzine koriste nekoliko signalnih sustava. Jer su sustavi vlakova velike brzine nastali izolirano od zemlje do zemlje, načinjeno je nekoliko sustava signalizacije. Svaki od tih sustava je nekompatibilan jedan s drugim. Zavisno od trenutnih potreba zemlje koja ga je razvijala, svaki je prilagođen lokalnim uvjetima. Slijedom tih problema, nastoje se unificirati signalni, kako bi se dobio jedan jedinstveni. Time bi se olakšao prekogranični promet.

## ATB (Automatische treinbeïnvloeding)
Država: Nizozemska

## LZB (Linienzugbeeinflussung)
Države:
- Njemačka
- Španjolska
- Austrija

## ASFA 200
Država: Španjolska

## SCMT (Sistema di Controllo della Marcia del Treno)
Država: Italija

## TBL2 (Transmission Balise-Locomotive)
Država: Belgija

## TVM430 (Transmission Voie-Machine)
Države:
- Belgija
- Ujedinjeno Kraljevstvo

## INDUSI (Induktive Gleissicherung) ,PZB 60 i 90 (Punktförmige Zugbeeinflussung)
Države:
- Austrija
- Njemačka
- Hrvatska
- Srbija
- BIH
- Crna Gora
- Slovenija
- Indonezija

## ETCS (European train control system)
Kontinent:Europa
ETCS je Pokušaj unificiranja raznih signalnih sustava.

## Galerija elemenata sustava
- Signalni uređaj sustava TBL2
- Vodič informacija sustava LZB
- Signalni uređaj sustava SCMT
- Baliza sustava TBL2
- Znak za početak LGV (linije velike brzine)
- Rezonantni krug u kolosijeku
- Eurobaliza sustava ETCS